# Great Bird Island
Great Bird Island är en ö i Antigua och Barbuda.   Den ligger i parishen Parish of Saint Peter, i den nordöstra delen av landet, 14 kilometer öster om huvudstaden Saint John's.